# Ctenichneumon gracilis
Ctenichneumon gracilis là một loài tò vò trong họ Ichneumonidae.